# Claude Chirac
Claude Chirac (* 6. Dezember 1962 in Paris) ist eine französische Kommunikationsberaterin und die jüngste Tochter von Jacques und Bernadette Chirac. In ihrem Beruf ist sie für verschiedene Unternehmen tätig und beriet auch ihren Vater.

## Biographie
Chirac studierte am Institut Sainte-Marie de Neuilly und am Institut de La Tour zunächst Politikwissenschaften, anschließend wechselte sie an die Universität Panthéon-Assas und studierte dort Wirtschaftswissenschaften. Noch während ihrer Studienzeit wurde sie von einem Fotografen abgelichtet und die Bilder im Modemagazin Elle veröffentlicht. Im Jahr 1988 begann ihre Karriere als Verantwortliche für Public Relations für das Unternehmen Euro RSCG (jetzt Havas Worldwide).
Bereits während der Amtszeit Jacues Chiracs als Bürgermeister von Paris, später auch während seiner Präsidentschaft beriet Claude ihren Vater in Fragen der Öffentlichkeitsarbeit. Sie begleitete ihn stets zu Veranstaltungen oder auf Reisen.
Im Jahr 2007 nahm Chirac eine Stelle als Direktorin für Unternehmenskommunikation beim Modeunternehmen Kering an, das von François Pinault, einem engen Freund ihres Vaters, gegründet wurde. Im Jahr 2012 wurde sie Präsidentin der von ihrem Vater gegründeten Fondation Chirac. Bei den französischen Präsidentschaftswahlen im Jahr 2012 unterstützte sie den Kandidaten François Hollande.

## Privates
Claude Chirac hatte in den 1980er Jahren eine Beziehung mit dem Schauspieler Vincent Lindon. Sie heiratete 1992 den Politologen Philippe Habert, der nur wenige Monate später plötzlich verstarb. Aus einer Beziehung mit dem Judoka Thierry Rey stammt ihr 1996 geborener Sohn Martin. Seit 2011 ist sie mit dem früheren Generalsekretär der französischen Präsidentschaftskanzlei, Frédéric Salat-Barroux, verheiratet.